# Río Lawa
El río Lawa (también denominado Aoua) es un río que forma parte de la frontera entre Surinam y la Guyana francesa. 
Las fuentes del Lawa son los ríos Litani y Marouini. En Stoelmanseiland el Lawa y el Tapanahoni confluyen en el Maroni. 
En la zona media del curso del Lawa hay numerosas minas de oro. En 1902 el gobernador de Paramaribo decidió construir el Lawaspoorweg desde Paramaribo hasta los campos de oro. Solo el primer tramo del ferrocarril fue construido ya que la producción de los yacimientos de oro no fue lo esperado.